# Škoda 1101 OHC
Škoda 1101 OHC (typ 968) − dwumiejscowy pojazd zbudowany przez Škodę w roku 1957 z myślą o udziale w rajdach. Samochód posiadał umieszczony z przodu zmodyfikowany rzędowy silnik Škody 440 o pojemności 1089 cm³ i mocy 70 kW (95 KM) przy 7700 obr./min typu DOHC z dwoma gaźnikami Jikov napędzający tylne koła, pozwalający rozpędzić pojazd do 210 km/h. 
Łącznie od roku 1957 do 1960 skonstruowano trzy odkryte pojazdy typu spider z karoserią wykonaną z laminatu i 2 w wersji coupé z aluminiową karoserią.
- Silnik: czterosuwowy, rzędowy z zaworami w układzie DOHC, benzynowy, gaźnikowy, chłodzony wodą 
  - Liczba cylindrów: 4
  - Pojemność skokowa: 1089 cm³
  - Średnica cylindra x skok tłoka: 68 mm x 75 mm
  - Moc: 95 KM (70 kW) przy 7600-7700 obr./min
- Wymiary:
  - Długość: 3880 mm
  - Szerokość: 1430 mm
  - Wysokość: 965-980 mm
  - Rozstaw osi: 2200 mm
- Masa własna pojazdu: 550 - 620 kg
- Prędkość maksymalna: 190 - 226 km/h

## Linki zewnętrzne

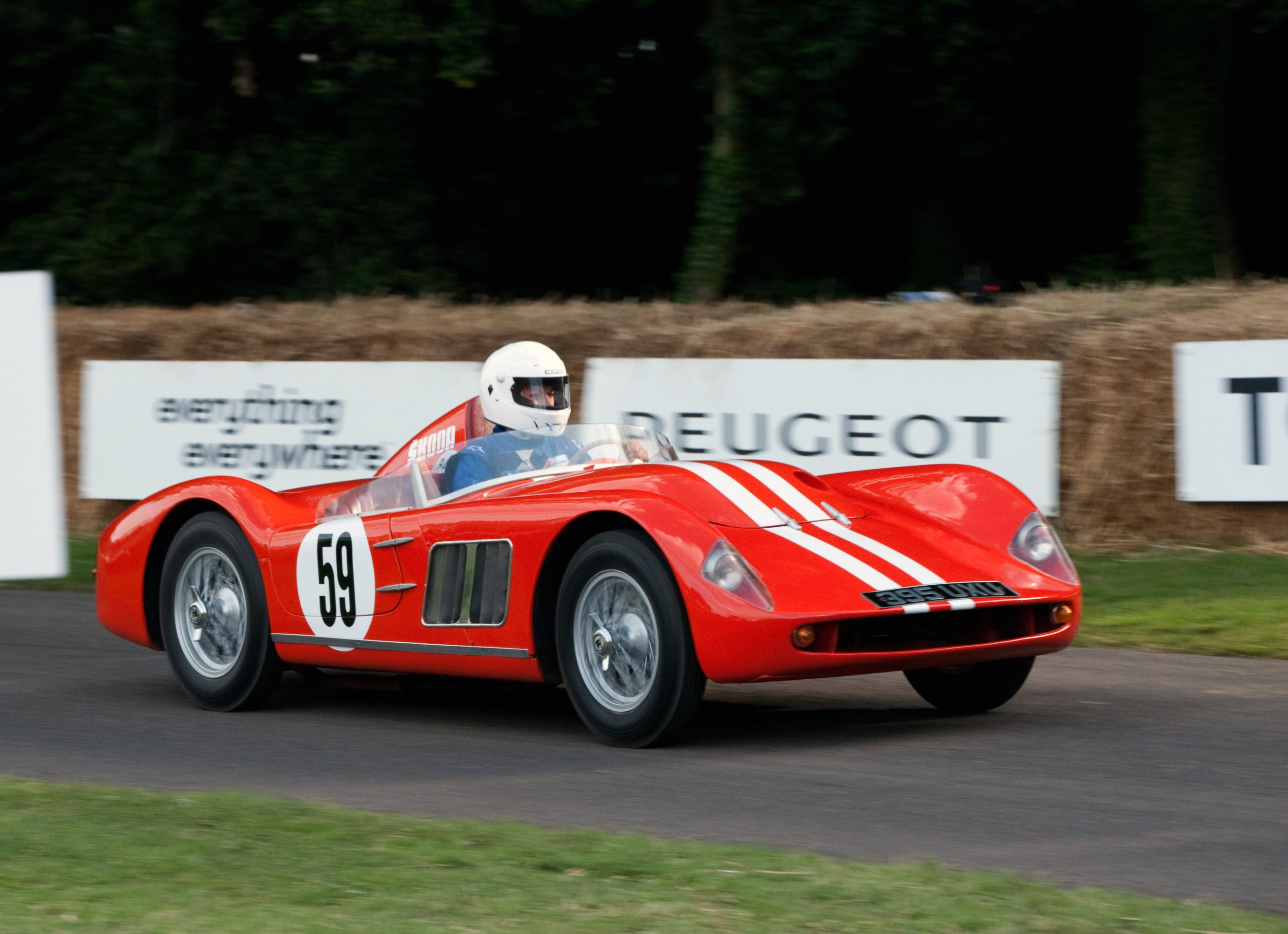
Škoda 1101 OHC